# Општина Букшани (Дамбовица)
Букшани (рум. Bucşani) општина је у Румунији у округу Дамбовица.
Oпштина се налази на надморској висини од 197 m.